# Copidosoma longiartus
Copidosoma longiartus är en stekelart som först beskrevs av Girault 1932.  Copidosoma longiartus ingår i släktet Copidosoma och familjen sköldlussteklar. Inga underarter finns listade i Catalogue of Life.